# Landerrouat
Landerrouat is een gemeente in het Franse departement Gironde (regio Nouvelle-Aquitaine) en telt 169 inwoners (2004). De plaats maakt deel uit van het arrondissement Langon.

## Geografie
De oppervlakte van Landerrouat bedraagt 4,9 km², de bevolkingsdichtheid is 34,5 inwoners per km².
De onderstaande kaart toont de ligging van Landerrouat met de belangrijkste infrastructuur en aangrenzende gemeenten.

## Demografie
Onderstaande figuur toont het verloop van het inwonertal (bron: INSEE-tellingen).